# Liste von historischen Objekten im Bezirk Korneuburg
Die Liste von historischen Objekte im Bezirk Korneuburg enthält historische, unbeweglichen Objekte des Bezirks Korneuburg, die nicht unter Denkmalschutz stehen.
Denkmalgeschützte Objekte im Bezirk Korneuburg siehe Denkmalgeschützte Objekte im Bezirk Korneuburg.
| Foto |                 | Name                                 | Typ                    | Standort                              | Künstler         | Datierung       | Beschreibung | Metadaten      |
| ---- | --------------- | ------------------------------------ | ---------------------- | ------------------------------------- | ---------------- | --------------- | --- | -------------- |
| ja   | Datei hochladen | Bildstock                            | Sakrale Kleindenkmäler | Rückersdorf, Ziegeleigasse Standort   |                  | 1617            | Nischenbildstock mit Inschrift, 1617 Der Nischenbildstock wurde 2019 weiter Richtung Rohrwald übersiedelt. | Pos lt. Quelle |
| ja   | Datei hochladen | Bildstock                            | Sakrale Kleindenkmäler | Rückersdorf, Kreislgasse Standort     |                  | 1691            | Nischenbildstock mit Inschrift, 1691 | Pos lt. Quelle |
| ja   | Datei hochladen | Wegstein                             | Kleindenkmal           | Rückersdorf, Rohrwald Standort        |                  | 16. Jahrhundert | | Pos lt. Quelle |
| ja   | Datei hochladen | Schauerkreuz Rueckersdorf            | Sakrale Kleindenkmäler | Rückersdorf, Rohrwald Standort        |                  | 1903            | Steinernes Wegkreuz an einer markanten Kreuzung von sieben Wegen im Rohrwald, errichtet 1903, restauriert 2003 von der Agrargemeinschaft Rückersdorf. Das so genannte „Schauerkreuz“ soll die Ernte vor Unwetter und Hagel schützen.                                                                                          | Pos lt. Quelle |
| ja   | Datei hochladen | Bildstock                            | Sakrale Kleindenkmäler | Parbasdorferstraße Standort           |                  |                 | Nischenbildstock mit sechskantiger Säule, ca. 5 m hoch. 2023 in Zuges des Bau der Umfahrung Harmannsdorf restauriert, mit vier Bildern ausgestattet und an den neuen Platz übersiedelt. | Pos lt. Quelle |
| ja   | Datei hochladen | Bildstock mit drei Nischenaufsätzen. | Sakrale Kleindenkmäler | Seebarn, Schloss Seebarn Standort     |                  |                 | Bildstock mit drei Nischenaufsätzen. | Pos lt. Quelle |
| ja   | Datei hochladen | Bildstock                            | Denkmäler              | Seebarn, Seebarner Straße Standort    |                  |                 | Nischenbildstock mit Quaderaufsatz und vier Bildern. An der Spitze befindet sich ein eisernes Kreuz. | Pos lt. Quelle |
| ja   | Datei hochladen | Bildstock                            | Sakrale Kleindenkmäler | Rückersdorf, „In Kluppinger“ Standort |                  |                 | Mächtiger ca. 7 m hoher und 1 m breiter Nischenbildstock mit Quaderaufsatz und vier Bildern. An der Spitze befindet sich ein eisernes Kreuz. | Pos lt. Quelle |
| ja   | Datei hochladen | Bildstock                            | Sakrale Kleindenkmäler | Tresdorf, Kirchfeldgasse Standort     |                  |                 | Nischenbildstock, mit eisernen Kreuz an der Spitze, relativ niedrig | Pos lt. Quelle |
| ja   | Datei hochladen | Bildstock                            | Sakrale Kleindenkmäler | Stetten, Am Teiritz Standort          |                  |                 | Bildstock mit eisernen Kreuz. | Pos lt. Quelle |
| ja   | Datei hochladen | Bildstock                            | Sakrale Kleindenkmäler | Rückersdorf, Rohrwald Standort        | Karl Bodingbauer | 1937            | Betonsockel mit eisernen Hirschgeweih als Kreuzdarstellung. Errichtet an der Stelle, wo der Forstverwalter Willibald Hausotter am 9. März 1937 bei einem Jagdunfall tödlich verunglückte. Das Denkmal wurde von dem Bildhauer Karl Bodingbauer auf Wunsch der Jägerschaft errichtet und am 1. August 1937 feierlich enthüllt. | Pos lt. Quelle |

- Karte mit allen Koordinaten:
- OSM |
- WikiMap